# Jernbyrd
Jernbyrd, et middelalderligt retsplejemiddel som blev anvendt som bevismiddel. Midlet bestod i at vedkommende, som skulle føre bevis for sin påstand, bar et stykke glødende jern i sine hænder eller gik barbenet over glødende plovjern. Jernbyrd hører under den typer bevisformer, man også kalder gudsdomme eller ordalier.
Jernbyrd anvendtes ved alvorligere sager såsom tyveri og manddrab, grovere legemsangreb og voldtægt. Derudover kunne jernbyrd kun anvendes, når anklageren støttede sin sigtelse med to vidner.
Der fandtes efter loven 3 typer jernbyrd.
- Skudsjern – Den anklagede skulle bære et stykke glødende jern ni skridt, før han kunne kaste det fra sig.
- Trugsjern – Her skulle den anklagede kaste et glødende jern i et opstillet trug. Hvis forsøget mislykkedes, skulle den anklagede samle jernet op og forsøge igen.
- Skrå – Hvor den anklagede skulle gå barfodet over tolv glødende plovjern.

Efter jernbyrden blev hånden forseglet i en vante, og efter nogle dage blev hånden/foden beset. Havde jernbyrden efterladt et betændt brandsår, var beviset for uskyld ikke ført. Jernbyrd foregik under gejstlig medvirken, fordi man troede på, at Gud ville udpege en skyldig ved at afvende de normale følger ved berøring af glødende jern. Man anså dette som et bærende element i bevisførelsen.
Denne bevisbyrde blev afskaffet i Danmark ca. 1216. I 1215 blev det forbudt gejstlige at medvirke ved jernbyrd, der hidtil havde fordret kirkelig deltagelse. Beslutningen blev taget ved et kirkeligt møde (koncil) i Rom ved det 4. Laterankoncil. Valdemar Sejr erstattede denne form for bevisførelse med andre bevisformer.

## Reference
1. ↑  jernbyrd på denstoredanske.dk

| Historie | Spire Denne historieartikel er en spire som bør udbygges. Du er velkommen til at hjælpe Wikipedia ved at udvide den. |